# Live in Nashville
Live in Nashville is een uitgave in een reeks livealbums van de Britse groep King Crimson. Het concert werd gegeven in de 328 Performance Hall in Nashville (Tennessee).

## Geschiedenis en musici
Inmiddels is het fameuze dubbeltrio gedecimeerd tot een kwartet. Doordat Tony Levin geen deel uitmaakt van dat kwartet, is er geen echte bassist; Trey Gunn probeert dat op te vangen, maar slaagt daar (vindt hij zelf ook) niet geheel in. De musici:
- Robert Fripp - gitaar;
- Adrain Belew - gitaar, zang;
- Trey Gunn - warr gitaar;
- Pat Mastelotto - drums.

## Composities
1. Dangerous curves;(**)
2. Level Five;(**)
3. The ConstruKction of Light;
4. ProzaKc Blues;
5. eleKtriK;
6. Thele Hun Ginjeet;
7. Virtous Circle;(**)
8. Elephant Talk;(**)
9. Larks' Tongue in Aspic (Part IV);(**)
10. The Deception of The Thrush;(**)
11. Red.

## Trivia
- opnamen gemerkt met (**) zijn van 10 november; overigen van 9 november;
- naast een "nieuwe" samenstelling is er ook een nieuwe podium indeling; van links naar rechts: Mastelotto, Gunn, Belew en Fripp. Gunn vindt dat niet prettig spelen, want zo kan hij niet tegelijk op Masteloot (met wie hij samen de ritmische basis moet vormen) en Fripp (de absolute leider) letten; de tweede avond in die opstelling vond hij desalniettemin beter gaan;
- dat het wennen was blijkt wel dat Gunn om een van de avonden te snel van akkoord was veranderd en het pas een paar maten verder in de gaten had, dat hij dat was en niet de andere drie leden;
- op een van de avonden stond de geluidsinstallatie zo hard, dat Gunn vreesde voor zijn oren.

Jaren 60: mei, juni 1969; Marquee Londen · 5 juli 1969; Hyde Park Londen · 21/22 november 1969; San Francisco
Jaren 70: 11 mei 1971; Plymouth · 10 augustus 1971; Marquee Londen · 16 oktober 1971; Brighton · 13 december 1971; Detroit · 26 februari 1972: Jacksonville · 27 februari 1972;Orlando · 12 maart 1972; Denver radio · 13 maart 1972; Denver live · 27 maart 1972; Boston · 13 oktober 1972; Frankfurt am Main · 17 oktober 1972; Bremen · 13 november 1972; Guildford · 15 november 1973; Zürich · 29 maart 1974; Heidelberg · 30 maart 1974; Mainz · 1 april 1974: Kassel · 24 juni 1974, Toronto· 1 juli 1974, New York
Jaren 80: 30 april 1981; Bath · 30 juli 1982; Philadelphia · 2 augustus 1982; New York · 13 augustus 1982; Berkeley · 25 augustus 1982; Cap D’Agde · 29 september 1982; München · 17-30 januari 1983; studiowerk · mei-november 1983
Jaren 90: VROOOM sessies;april/mei 1994; studio · 1 juli 1995; Wiltern · 20-25 november 1995; Broadway · 29 november 1995; Chicago · 26 augustus 1996; 2e maal Philadelphia · mei 1997; Nashville studio · 1-4 december 1997 (P1) · 4 juni 1998; Chicago (P2) · 1 juli 1998; Northampton (P2) · 1 november 1998; San Francisco (P4) · 25 maart 1999; Austin (P3)
Jaren vanaf 2000: 11 juni 2000; Warschau · 9/10 november 2001; Nashville live · 3 maart 2003: Alexandria (P3) · april 2003 · najaar 2003; Japan · 20 juni 2003; Milaan · 16 november 2003; New Haven ·  28 juni 2017; Chicago